# (506121) 2016 BP81
(506121) 2016 BP81, também escrito como (506121) 2016 BP81, é um objeto transnetuniano que está localizado no cinturão de Kuiper, uma região do Sistema Solar. Ele possui uma magnitude absoluta de 6,0.

## Descoberta
(506121) 2016 BP81 foi descoberto no dia 27 de janeiro de 2016 pela sonda espacial Kepler.

## Órbita
A órbita de (506121) 2016 BP81 tem uma excentricidade de 0,077 e possui um semieixo maior de 43,644 UA. O seu periélio leva o mesmo a uma distância de 40,292 UA em relação ao Sol e seu afélio a 46,995 UA.